# Olympische Winterspiele 1964/Rennrodeln – Doppelsitzer
Der Rennrodel-Doppelsitzer bei den Olympischen Winterspielen 1964 wurde am 5. Februar auf der Bob- und Rodelbahn Igls ausgetragen.
Da vor dem Renntag kein Trainingslauf durchgeführt werden konnte, fand dieser um 07:30 Uhr statt. Trotz des frühen Rennbeginns waren rund 2.000 Zuschauer anwesend. Senn/Thaler fuhren im ersten Lauf Bahnrekord. Vor allem in der letzten Kurve, dem «Wassertrog», holten sie wertvolle Zeit heraus. Hingegen wurde sie ihren größten Konkurrenten Köhler/Bonsack zum Verhängnis: Die Deutschen fuhren sie zu kurz an und stürzten. Sie kamen zwar auf 53,13 s, doch Bonsack hatte sich am Arm verletzt, sodass das Duo zur Aufgabe gezwungen war. Als drittletzte Starter übertrafen Feistmantl/Stengl noch ihre Teamkollegen, an dritter Stelle lagen Eggert/Vollprecht. Die Startreihenfolge im zweiten Lauf war auf den Kopf gestellt. So waren nun Feistmantl/Stengl als erste der Medaillenanwärter an der Reihe, die nicht ganz an ihre vorherige Marke heran kamen. Außendorfer/Mair überholten noch das deutsche Paar. Senn/Thaler fuhren die weitaus beste Zeit, doch reichte es nicht ganz. Die Siegerehrung nahm IOC-Präsident Avery Brundage vor.

## Ergebnis
| Rang | Athleten                                | Nation             | 1. Lauf (s) | 2. Lauf (s) | Gesamt (min) |
| ---- | --------------------------------------- | ------------------ | ----------- | ----------- | ------------ |
| 1    | Josef Feistmantl Manfred Stengl         | Österreich         | 50,57       | 51,05       | 1:41,62      |
| 2    | Reinhold Senn Helmut Thaler             | Österreich         | 51,02       | 50,89       | 1:41,91      |
| 3    | Walter Außendorfer Siegfried Mair       | Italien            | 51,40       | 51,47       | 1:42,87      |
| 4    | Walter Eggert Helmut Vollprecht         | Deutschland        | 51,27       | 51,81       | 1:43,08      |
| 5    | Gianpaolo Ambrosi Giovanni Graber       | Italien            | 51,54       | 52,23       | 1:43,77      |
| 5    | Lucjan Kudzia Ryszard Pędrak            | Polen              | 51,95       | 51,82       | 1:43,77      |
| 7    | Edward Fender Mieczysław Pawełkiewicz   | Polen              | 52,60       | 52,53       | 1:45,13      |
| 8    | Jan Hamřík Jiří Hujer                   | Tschechoslowakei   | 52,75       | 52,66       | 1:45,41      |
| 9    | Beat Häsler Arnold Gartmann             | Schweiz            | 53,78       | 53,31       | 1:47,09      |
| 10   | Christian Hallén-Paulsen Jan-Axel Strøm | Norwegen           | 52,52       | 55,30       | 1:47,82      |
| 11   | Emil Egli Hansruedi Roth                | Schweiz            | 54,88       | 55,20       | 1:50,08      |
| 12   | Horst Urban Roland Urban                | Tschechoslowakei   | 52,21       | 79,49       | 2:11,70      |
| 13   | Ray Fales Nicholas Mastromatteo         | Vereinigte Staaten | 60,75       | 71,18       | 2:11,93      |
|      | Thomas Köhler Klaus-Michael Bonsack     | Deutschland        | 53,13       | DNS         |              |
|      | Jim Higgins Ron Walters                 | Vereinigte Staaten | DNS         |             |              |